# Lista de pinturas de William Etty

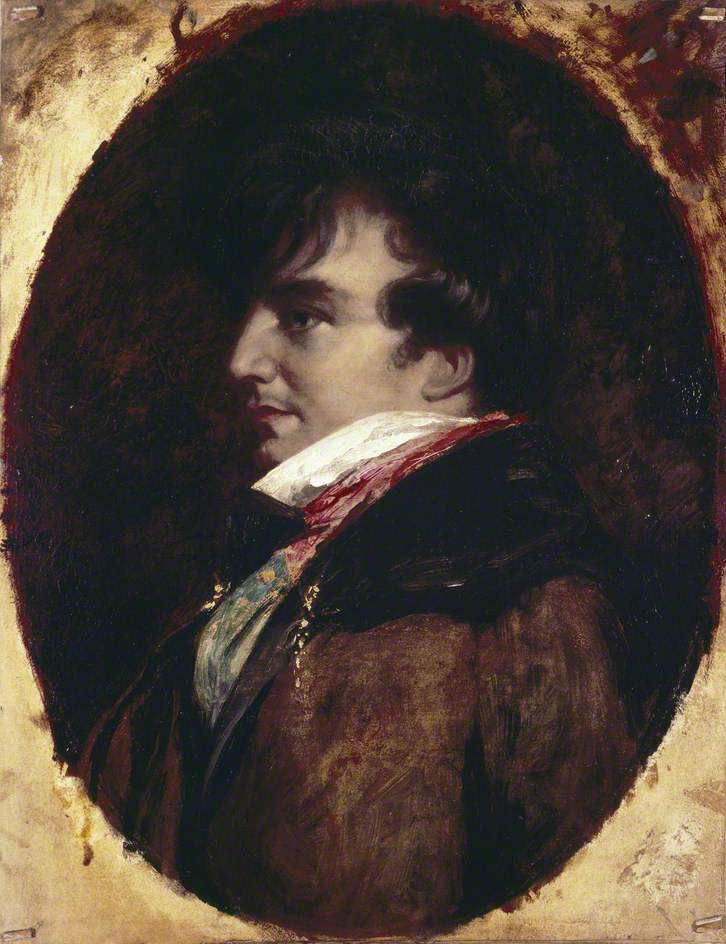
William Etty, auto-retrato 1825.

Esta é uma lista não exaustiva de pinturas de William Etty (1787-1849).
William Etty foi um pintor inglês natural de York. Ficou conhecido por suas  pinturas históricas contendo figuras nuas.
Iniciou a sua vida profissional como aprendiz de impressor na cidade de Kingston upon Hull no nordeste da Inglaterra. Mudou para Londres em 1807 onde estudou na Academia Real Inglesa. Teve Thomas Lawrence retratista britânico do início do século XIX como seu professor. Esteve na França e Itália entre 1822 e 1824 quando foi influenciado pela arte veneziana. Em 1828 foi aceito como membro da Academia Real Inglesa.
Na última década de sua vida passou por dificuldades econômicas e teve problemas de saúde, produziu neste período quadros menores com o objetivo de obter recursos para seu sustento.
| Imagem | Título | Data            | Coleção                                                    | Localização                                                | Gênero                                   | Descrito em |
| ------ | --- | --------------- | ---------------------------------------------------------- | ---------------------------------------------------------- | ---------------------------------------- | --- |
|        | A Banhista |                 |                                                            |                                                            |                                          | O identificador "Q20127947" é desconhecido pelo sistema. Utilize um identificador de entidade válido, por favor.  |
|        | A Bacchanalian Revel |                 |                                                            |                                                            |                                          | O identificador "Q105376906" é desconhecido pelo sistema. Utilize um identificador de entidade válido, por favor. |
|        | Venus Relieving Cupid of His Bow |                 |                                                            |                                                            |                                          | O identificador "Q105376913" é desconhecido pelo sistema. Utilize um identificador de entidade válido, por favor. |
|        | Two Female Bathers |                 |                                                            |                                                            |                                          | O identificador "Q105376922" é desconhecido pelo sistema. Utilize um identificador de entidade válido, por favor. |
|        | Portrait of Rebecca Singleton |                 |                                                            |                                                            | retrato                                  | O identificador "Q105376929" é desconhecido pelo sistema. Utilize um identificador de entidade válido, por favor. |
|        | Portrait of Elizabeth Singleton |                 |                                                            |                                                            | retrato                                  | O identificador "Q105376936" é desconhecido pelo sistema. Utilize um identificador de entidade válido, por favor. |
|        | Reclining Female Nude by a Waterfall |                 |                                                            |                                                            | nu artístico                             | O identificador "Q105376944" é desconhecido pelo sistema. Utilize um identificador de entidade válido, por favor. |
|        | Sleeping Female Nude | século XIX      |                                                            |                                                            |                                          | O identificador "Q105376953" é desconhecido pelo sistema. Utilize um identificador de entidade válido, por favor. |
|        | Study of a bearded male nude | século XIX      |                                                            |                                                            | nu artístico                             | O identificador "Q105376978" é desconhecido pelo sistema. Utilize um identificador de entidade válido, por favor. |
|        | Male nude |                 |                                                            |                                                            | nu artístico                             | O identificador "Q105490109" é desconhecido pelo sistema. Utilize um identificador de entidade válido, por favor. |
|        | Les Lutteurs. | século XIX      |                                                            |                                                            |                                          | O identificador "Q116899348" é desconhecido pelo sistema. Utilize um identificador de entidade válido, por favor. |
|        | Design for a Ceiling | 1820            |                                                            |                                                            |                                          | O identificador "Q119032927" é desconhecido pelo sistema. Utilize um identificador de entidade válido, por favor. |
|        | Diana, Returning from the Chase (copy after Peter Paul Rubens)                                                                                                | 1830            |                                                            |                                                            |                                          | O identificador "Q119039956" é desconhecido pelo sistema. Utilize um identificador de entidade válido, por favor. |
|        | Venus, Vulcan and Cupid |                 |                                                            |                                                            |                                          | O identificador "Q119942400" é desconhecido pelo sistema. Utilize um identificador de entidade válido, por favor. |
|        | A Greek Slave by William Etty | 1812            |                                                            |                                                            |                                          | O identificador "Q123914580" é desconhecido pelo sistema. Utilize um identificador de entidade válido, por favor. |
|        | Somnolency | 1838            | Aberdeen Archives, Gallery and Museums                     |                                                            |                                          | O identificador "Q110683681" é desconhecido pelo sistema. Utilize um identificador de entidade válido, por favor. |
|        | Study of a Nude Female |                 | Aberystwyth University, School of Art Museum and Galleries | Aberystwyth University, School of Art Museum and Galleries |                                          | O identificador "Q119904526" é desconhecido pelo sistema. Utilize um identificador de entidade válido, por favor. |
|        | A Naiad (copy of Peter Paul Rubens, detail from 'The Arrival of Marie de Medici at Marseilles')                                                               | década de 1820  | Academia Real Escocesa                                     | Academia Real Escocesa                                     |                                          | O identificador "Q119033651" é desconhecido pelo sistema. Utilize um identificador de entidade válido, por favor. |
|        | Venus of Urbino | 1823            | Academia Real Escocesa                                     | Academia Real Escocesa                                     | pintura mitológica nu artístico          | O identificador "Q119035905" é desconhecido pelo sistema. Utilize um identificador de entidade válido, por favor. |
|        | Sketches for 'Judith' Series (triptych) |                 | Academia Real Escocesa                                     | Academia Real Escocesa                                     |                                          | O identificador "Q119705591" é desconhecido pelo sistema. Utilize um identificador de entidade válido, por favor. |
|        | Nude Figure Studies (recto) |                 | Academia Real Escocesa                                     | Academia Real Escocesa                                     | nu artístico                             | O identificador "Q119934922" é desconhecido pelo sistema. Utilize um identificador de entidade válido, por favor. |
|        | Figure Composition |                 | Academia Real Escocesa                                     | Academia Real Escocesa                                     |                                          | O identificador "Q119935638" é desconhecido pelo sistema. Utilize um identificador de entidade válido, por favor. |
|        | Nude Figure Studies (verso) |                 | Academia Real Escocesa                                     | Academia Real Escocesa                                     | nu artístico                             | O identificador "Q119935833" é desconhecido pelo sistema. Utilize um identificador de entidade válido, por favor. |
|        | Study of Male Nude | século XIX      | Academia Real Inglesa                                      | Academia Real Inglesa                                      | nu artístico                             | O identificador "Q119032371" é desconhecido pelo sistema. Utilize um identificador de entidade válido, por favor. |
|        | Sleeping Nymph and Satyrs | 1828            | Academia Real Inglesa                                      | Academia Real Inglesa                                      |                                          | O identificador "Q119040705" é desconhecido pelo sistema. Utilize um identificador de entidade válido, por favor. |
|        | Study of Female Nude |                 | Academia Real Inglesa                                      | Academia Real Inglesa                                      | nu artístico                             | O identificador "Q119041026" é desconhecido pelo sistema. Utilize um identificador de entidade válido, por favor. |
|        | Reclining Figure with a Chaplet of Flowers |                 | Atkinson Art Gallery and Library                           | Atkinson Art Gallery and Library                           |                                          | O identificador "Q119705575" é desconhecido pelo sistema. Utilize um identificador de entidade válido, por favor. |
|        | Study of a Male Nude |                 | Beecroft Art Gallery                                       | Beecroft Art Gallery                                       | nu artístico                             | O identificador "Q119891771" é desconhecido pelo sistema. Utilize um identificador de entidade válido, por favor. |
|        | Joseph Hardcastle (1752–1819) |                 | Biblioteca da Universidade de Cambridge                    | Biblioteca da Universidade de Cambridge                    | retrato                                  | O identificador "Q119705585" é desconhecido pelo sistema. Utilize um identificador de entidade válido, por favor. |
|        | Nude Study Of A Reclining Woman | século XIX      | Birmingham Museums Trust                                   | Birmingham Museum and Art Gallery                          | nu artístico                             | O identificador "Q98144512" é desconhecido pelo sistema. Utilize um identificador de entidade válido, por favor.  |
|        | Gather the Rose of Love While Yet 'Tis Time | 1848            | Birmingham Museums Trust                                   | Birmingham Museum and Art Gallery                          |                                          | O identificador "Q98144601" é desconhecido pelo sistema. Utilize um identificador de entidade válido, por favor.  |
|        | Manlius Hurled From The Rock | 1818            | Birmingham Museums Trust                                   | Birmingham Museum and Art Gallery                          |                                          | O identificador "Q98146390" é desconhecido pelo sistema. Utilize um identificador de entidade válido, por favor.  |
|        | Pandora Crowned by the Seasons | década de 1820  | Birmingham Museums Trust                                   | Birmingham Museum and Art Gallery                          | pintura mitológica                       | O identificador "Q98150168" é desconhecido pelo sistema. Utilize um identificador de entidade válido, por favor.  |
|        | Female Nude Study |                 | Bolton Museum                                              | Bolton Museum                                              | nu artístico                             | O identificador "Q119896082" é desconhecido pelo sistema. Utilize um identificador de entidade válido, por favor. |
|        | Youth at the Prow and Pleasure at the Helm |                 | Boston Guildhall Museum                                    | Boston Guildhall Museum                                    |                                          | O identificador "Q119705534" é desconhecido pelo sistema. Utilize um identificador de entidade válido, por favor. |
|        | Hero Waiting for Leander |                 | Boston Guildhall Museum                                    | Boston Guildhall Museum                                    |                                          | O identificador "Q119705537" é desconhecido pelo sistema. Utilize um identificador de entidade válido, por favor. |
|        | Study of a Female Nude |                 | Boston Guildhall Museum                                    | Boston Guildhall Museum                                    |                                          | O identificador "Q119942384" é desconhecido pelo sistema. Utilize um identificador de entidade válido, por favor. |
|        | The Bathers | década de 1840  | Brooklyn Museum                                            | Brooklyn Museum                                            |                                          | O identificador "Q135314405" é desconhecido pelo sistema. Utilize um identificador de entidade válido, por favor. |
|        | The Bather | século XIX      | Cartwright Hall Art Gallery                                | Cartwright Hall Art Gallery                                |                                          | O identificador "Q119903892" é desconhecido pelo sistema. Utilize um identificador de entidade válido, por favor. |
|        | Study of a Nude Man | século XIX      | Cartwright Hall Art Gallery                                | Cartwright Hall Art Gallery                                |                                          | O identificador "Q119904136" é desconhecido pelo sistema. Utilize um identificador de entidade válido, por favor. |
|        | Self-Portrait | 1823            | Centro de Arte Britânico de Yale                           | Centro de Arte Britânico de Yale                           | autorretrato retrato                     | O identificador "Q23698893" é desconhecido pelo sistema. Utilize um identificador de entidade válido, por favor.  |
|        | Sheet of sketches |                 | Centro de Arte Britânico de Yale                           | Centro de Arte Britânico de Yale                           |                                          | O identificador "Q109969769" é desconhecido pelo sistema. Utilize um identificador de entidade válido, por favor. |
|        | Male Nude Lying Down, Raised Left Knee | século XIX      | Courtauld Gallery                                          | Courtauld Gallery                                          | nu artístico                             | O identificador "Q119527317" é desconhecido pelo sistema. Utilize um identificador de entidade válido, por favor. |
|        | Seated Male Nude, Head Resting against Hand, Left Foot Resting on Block (recto)                                                                               | século XIX      | Courtauld Gallery                                          | Courtauld Gallery                                          | nu artístico                             | O identificador "Q119527340" é desconhecido pelo sistema. Utilize um identificador de entidade válido, por favor. |
|        | Seated Female Nude (verso) | século XIX      | Courtauld Gallery                                          | Courtauld Gallery                                          |                                          | O identificador "Q119527366" é desconhecido pelo sistema. Utilize um identificador de entidade válido, por favor. |
|        | Two Full-Length Standing Female Nudes, Turned to the Right | século XIX      | Courtauld Gallery                                          | Courtauld Gallery                                          |                                          | O identificador "Q119527381" é desconhecido pelo sistema. Utilize um identificador de entidade válido, por favor. |
|        | Study for a Figure Composition (verso) | século XIX      | Courtauld Gallery                                          | Courtauld Gallery                                          |                                          | O identificador "Q119527390" é desconhecido pelo sistema. Utilize um identificador de entidade válido, por favor. |
|        | Standing Male Nude, Raised Right Arm, Right Foot Resting on Blocks (recto)                                                                                    | século XIX      | Courtauld Gallery                                          | Courtauld Gallery                                          |                                          | O identificador "Q119527409" é desconhecido pelo sistema. Utilize um identificador de entidade válido, por favor. |
|        | Three Standing Female Nudes (recto) | século XIX      | Courtauld Gallery                                          | Courtauld Gallery                                          |                                          | O identificador "Q119527428" é desconhecido pelo sistema. Utilize um identificador de entidade válido, por favor. |
|        | Seated Male Nude, Frontal View (recto) | século XIX      | Courtauld Gallery                                          | Courtauld Gallery                                          | nu artístico                             | O identificador "Q119527433" é desconhecido pelo sistema. Utilize um identificador de entidade válido, por favor. |
|        | Reclining Male Nude, Raised Right Knee | século XIX      | Courtauld Gallery                                          | Courtauld Gallery                                          | nu artístico                             | O identificador "Q119527449" é desconhecido pelo sistema. Utilize um identificador de entidade válido, por favor. |
|        | Two Standing Female Nudes (verso) | século XIX      | Courtauld Gallery                                          | Courtauld Gallery                                          |                                          | O identificador "Q119527460" é desconhecido pelo sistema. Utilize um identificador de entidade válido, por favor. |
|        | Two Female Nudes (verso) | século XIX      | Courtauld Gallery                                          | Courtauld Gallery                                          |                                          | O identificador "Q119527491" é desconhecido pelo sistema. Utilize um identificador de entidade válido, por favor. |
|        | An Evening's Work by the Model from Palette |                 | Cyfarthfa Castle Museum & Art Gallery                      | Cyfarthfa Castle Museum & Art Gallery                      |                                          | O identificador "Q119705590" é desconhecido pelo sistema. Utilize um identificador de entidade válido, por favor. |
|        | Eve at the Fountain |                 | Danum Gallery, Library and Museum                          | Danum Gallery, Library and Museum                          |                                          | O identificador "Q119705578" é desconhecido pelo sistema. Utilize um identificador de entidade válido, por favor. |
|        | Nude |                 | Danum Gallery, Library and Museum                          | Danum Gallery, Library and Museum                          | nu artístico                             | O identificador "Q119912998" é desconhecido pelo sistema. Utilize um identificador de entidade válido, por favor. |
|        | Reclining Nude |                 | Danum Gallery, Library and Museum                          | Danum Gallery, Library and Museum                          | nu artístico                             | O identificador "Q119913006" é desconhecido pelo sistema. Utilize um identificador de entidade válido, por favor. |
|        | Nude Study |                 | Danum Gallery, Library and Museum                          | Danum Gallery, Library and Museum                          | nu artístico                             | O identificador "Q119913281" é desconhecido pelo sistema. Utilize um identificador de entidade válido, por favor. |
|        | Femme nue vue de dos | década de 1830  | Departamento de Pinturas do Louvre                         | Louvre storage (depot)                                     | nu artístico                             | O identificador "Q29644962" é desconhecido pelo sistema. Utilize um identificador de entidade válido, por favor.  |
|        | Ève | 1835            | Departamento de Pinturas do Louvre                         | Louvre storage (depot)                                     | arte sacra                               | O identificador "Q29654464" é desconhecido pelo sistema. Utilize um identificador de entidade válido, por favor.  |
|        | Bacchante au tambourin | século XIX      | Departamento de Pinturas do Louvre                         | Louvre storage (depot)                                     |                                          | O identificador "Q29654495" é desconhecido pelo sistema. Utilize um identificador de entidade válido, por favor.  |
|        | Figure Study (verso) |                 | Duncan of Jordanstone College of Art and Design            | Duncan of Jordanstone College of Art and Design            |                                          | O identificador "Q119913836" é desconhecido pelo sistema. Utilize um identificador de entidade válido, por favor. |
|        | Figure Study (recto) |                 | Duncan of Jordanstone College of Art and Design            | Duncan of Jordanstone College of Art and Design            |                                          | O identificador "Q119914171" é desconhecido pelo sistema. Utilize um identificador de entidade válido, por favor. |
|        | Female Nude |                 | Dundee Art Galleries and Museums                           |                                                            | nu artístico                             | O identificador "Q119942404" é desconhecido pelo sistema. Utilize um identificador de entidade válido, por favor. |
|        | Back View of a Woman | 1830            | Fairfax House                                              | Fairfax House                                              |                                          | O identificador "Q119039608" é desconhecido pelo sistema. Utilize um identificador de entidade válido, por favor. |
|        | Figure of a Seated Man | 1830            | Fairfax House                                              | Fairfax House                                              |                                          | O identificador "Q119039732" é desconhecido pelo sistema. Utilize um identificador de entidade válido, por favor. |
|        | Woodland Nymphs in an Arcadian Landscape | 1830            | Fairfax House                                              | Fairfax House                                              |                                          | O identificador "Q119039758" é desconhecido pelo sistema. Utilize um identificador de entidade válido, por favor. |
|        | S. A. Bayntum, MP for York (1830–1832) | 1830            | Fairfax House                                              | Fairfax House                                              | retrato                                  | O identificador "Q119039826" é desconhecido pelo sistema. Utilize um identificador de entidade válido, por favor. |
|        | Nude Woman, Holding Red Drapery | 1830            | Fairfax House                                              | Fairfax House                                              | nu artístico                             | O identificador "Q119039980" é desconhecido pelo sistema. Utilize um identificador de entidade válido, por favor. |
|        | La bella (copy of Titian) |                 | Ferens Art Gallery                                         | Ferens Art Gallery                                         |                                          | O identificador "Q119930651" é desconhecido pelo sistema. Utilize um identificador de entidade válido, por favor. |
|        | Reclining Female Nude |                 | Fine Arts Museums of San Francisco                         | Legion of Honor                                            | nu artístico                             | O identificador "Q20196728" é desconhecido pelo sistema. Utilize um identificador de entidade válido, por favor.  |
|        | Nude Study |                 | Galeria Nacional da Irlanda                                | Galeria Nacional da Irlanda                                | nu artístico                             | O identificador "Q77975660" é desconhecido pelo sistema. Utilize um identificador de entidade válido, por favor.  |
|        | Seated Nude |                 | Galeria Nacional do Canadá                                 | Galeria Nacional do Canadá                                 |                                          | O identificador "Q59499174" é desconhecido pelo sistema. Utilize um identificador de entidade válido, por favor.  |
|        | Kneeling Nude |                 | Galeria Nacional do Canadá                                 | Galeria Nacional do Canadá                                 |                                          | O identificador "Q59499203" é desconhecido pelo sistema. Utilize um identificador de entidade válido, por favor.  |
|        | Nude Study | década de 1820  | Galeria Nacional do Canadá                                 | Galeria Nacional do Canadá                                 |                                          | O identificador "Q59506432" é desconhecido pelo sistema. Utilize um identificador de entidade válido, por favor.  |
|        | The Golden Age |                 | Galeria de Arte da Nova Gales do Sul                       | Galeria de Arte da Nova Gales do Sul                       |                                          | O identificador "Q20441941" é desconhecido pelo sistema. Utilize um identificador de entidade válido, por favor.  |
|        | O Anjo Destruidor e os Demónios do Mal Interrompendo as Orgias dos Depravados e dos Ébrios                                                                    | 1832            | Galeria de Arte de Manchester                              | Galeria de Arte de Manchester                              | pintura mitológica                       | O identificador "Q19872639" é desconhecido pelo sistema. Utilize um identificador de entidade válido, por favor.  |
|        | As Sereias e Ulisses | década de 1830  | Galeria de Arte de Manchester                              | Galeria de Arte de Manchester                              | pintura mitológica                       | O identificador "Q20087512" é desconhecido pelo sistema. Utilize um identificador de entidade válido, por favor.  |
|        | Musidora | 1846            | Galeria de Arte de Manchester                              | Galeria de Arte de Manchester                              |                                          | O identificador "Q45410573" é desconhecido pelo sistema. Utilize um identificador de entidade válido, por favor.  |
|        | Self Portrait | 1825            | Galeria de Arte de Manchester                              | Galeria de Arte de Manchester                              | autorretrato                             | O identificador "Q119037873" é desconhecido pelo sistema. Utilize um identificador de entidade válido, por favor. |
|        | The Storm | século XIX      | Galeria de Arte de Manchester                              | Galeria de Arte de Manchester                              |                                          | O identificador "Q119040897" é desconhecido pelo sistema. Utilize um identificador de entidade válido, por favor. |
|        | The Warrior Arming (Godfrey de Bouillon) | década de 1830  | Galeria de Arte de Manchester                              | Galeria de Arte de Manchester                              |                                          | O identificador "Q119044903" é desconhecido pelo sistema. Utilize um identificador de entidade válido, por favor. |
|        | Andromeda and Perseus | 1840            | Galeria de Arte de Manchester                              | Galeria de Arte de Manchester                              |                                          | O identificador "Q119048559" é desconhecido pelo sistema. Utilize um identificador de entidade válido, por favor. |
|        | Venus and Her Doves | 1836            | Galeria de Arte de Manchester                              | Galeria de Arte de Manchester                              |                                          | O identificador "Q119051715" é desconhecido pelo sistema. Utilize um identificador de entidade válido, por favor. |
|        | 'An Israelite Indeed' |                 | Galeria de Arte de Manchester                              | Galeria de Arte de Manchester                              |                                          | O identificador "Q119705574" é desconhecido pelo sistema. Utilize um identificador de entidade válido, por favor. |
|        | Seated Male Model |                 | Galeria de Arte de Manchester                              | Galeria de Arte de Manchester                              |                                          | O identificador "Q119705581" é desconhecido pelo sistema. Utilize um identificador de entidade válido, por favor. |
|        | Study of a Peacock |                 | Galeria de Arte de Manchester                              | Galeria de Arte de Manchester                              |                                          | O identificador "Q119705594" é desconhecido pelo sistema. Utilize um identificador de entidade válido, por favor. |
|        | Portrait of Three Women (formerly called 'The Honourable Mrs Caroline Norton and Her Sisters')                                                                | 1847            | Galeria de Arte de Manchester                              | Galeria de Arte de Manchester                              | retrato                                  | O identificador "Q119930125" é desconhecido pelo sistema. Utilize um identificador de entidade válido, por favor. |
|        | Reclining Model |                 | Galeria de Arte de Manchester                              | Galeria de Arte de Manchester                              |                                          | O identificador "Q119930158" é desconhecido pelo sistema. Utilize um identificador de entidade válido, por favor. |
|        | Os Lutadores | 1840            | Galeria de Arte de York                                    | Galeria de Arte de York                                    | nu artístico                             | O identificador "Q20056406" é desconhecido pelo sistema. Utilize um identificador de entidade válido, por favor.  |
|        | A Bacchante | 1830            | Galeria de Arte de York                                    | Galeria de Arte de York                                    | pintura mitológica retrato               | O identificador "Q20056640" é desconhecido pelo sistema. Utilize um identificador de entidade válido, por favor.  |
|        | Benaiah | 1829            | Galeria de Arte de York                                    | Galeria de Arte de York                                    | pintura mitológica                       | O identificador "Q20057284" é desconhecido pelo sistema. Utilize um identificador de entidade válido, por favor.  |
|        | Givendale Church | década de 1840  | Galeria de Arte de York                                    | Galeria de Arte de York                                    | pintura de paisagem                      | O identificador "Q20058522" é desconhecido pelo sistema. Utilize um identificador de entidade válido, por favor.  |
|        | John Harper | 1841            | Galeria de Arte de York                                    | Galeria de Arte de York                                    | retrato                                  | O identificador "Q20058528" é desconhecido pelo sistema. Utilize um identificador de entidade válido, por favor.  |
|        | Male Nude, with Arms Up-Stretched | 1828            | Galeria de Arte de York                                    | Galeria de Arte de York                                    | nu artístico                             | O identificador "Q20058531" é desconhecido pelo sistema. Utilize um identificador de entidade válido, por favor.  |
|        | Monk Bar, York | 1832            | Galeria de Arte de York                                    | Galeria de Arte de York                                    |                                          | O identificador "Q20058536" é desconhecido pelo sistema. Utilize um identificador de entidade válido, por favor.  |
|        | Miss Elizabeth Potts | 1833            | Galeria de Arte de York                                    | Galeria de Arte de York                                    | retrato                                  | O identificador "Q20058537" é desconhecido pelo sistema. Utilize um identificador de entidade válido, por favor.  |
|        | Preparando-se para um Baile de Vestidos Chiques | 1833            | Galeria de Arte de York                                    | Galeria de Arte de York                                    | pintura de género                        | O identificador "Q20058540" é desconhecido pelo sistema. Utilize um identificador de entidade válido, por favor.  |
|        | Mademoiselle Rachel | 1841            | Galeria de Arte de York                                    | Galeria de Arte de York                                    | retrato                                  | O identificador "Q20058542" é desconhecido pelo sistema. Utilize um identificador de entidade válido, por favor.  |
|        | Study for the Bowman | década de 1820  | Galeria de Arte de York                                    | Galeria de Arte de York                                    | nu artístico                             | O identificador "Q20058557" é desconhecido pelo sistema. Utilize um identificador de entidade válido, por favor.  |
|        | James Atkinson | 1832            | Galeria de Arte de York                                    | Galeria de Arte de York                                    | retrato                                  | O identificador "Q20081281" é desconhecido pelo sistema. Utilize um identificador de entidade válido, por favor.  |
|        | The Bridge of Sighs | década de 1830  | Galeria de Arte de York                                    | Galeria de Arte de York                                    |                                          | O identificador "Q20081283" é desconhecido pelo sistema. Utilize um identificador de entidade válido, por favor.  |
|        | The Fishponds, Givendale | 1843            | Galeria de Arte de York                                    | Galeria de Arte de York                                    | pintura de paisagem                      | O identificador "Q20081284" é desconhecido pelo sistema. Utilize um identificador de entidade válido, por favor.  |
|        | The Plantation at Acomb, York | 1842            | Galeria de Arte de York                                    | Galeria de Arte de York                                    | pintura de paisagem                      | O identificador "Q20081286" é desconhecido pelo sistema. Utilize um identificador de entidade válido, por favor.  |
|        | Venus and Cupid | século XIX      | Galeria de Arte de York                                    | Galeria de Arte de York                                    | pintura mitológica                       | O identificador "Q20081291" é desconhecido pelo sistema. Utilize um identificador de entidade válido, por favor.  |
|        | The Missionary Boy | 1805            | Galeria de Arte de York                                    | Galeria de Arte de York                                    |                                          | O identificador "Q119026054" é desconhecido pelo sistema. Utilize um identificador de entidade válido, por favor. |
|        | Male Nude Crouching | século XIX      | Galeria de Arte de York                                    | Galeria de Arte de York                                    | nu artístico                             | O identificador "Q119032465" é desconhecido pelo sistema. Utilize um identificador de entidade válido, por favor. |
|        | Male Nude | século XIX      | Galeria de Arte de York                                    | Galeria de Arte de York                                    | nu artístico                             | O identificador "Q119032522" é desconhecido pelo sistema. Utilize um identificador de entidade válido, por favor. |
|        | Male Nude with Staff | década de 1810  | Galeria de Arte de York                                    | Galeria de Arte de York                                    | nu artístico                             | O identificador "Q119032824" é desconhecido pelo sistema. Utilize um identificador de entidade válido, por favor. |
|        | Male Nude | década de 1810  | Galeria de Arte de York                                    | Galeria de Arte de York                                    | nu artístico                             | O identificador "Q119032850" é desconhecido pelo sistema. Utilize um identificador de entidade válido, por favor. |
|        | Male Nude | década de 1810  | Galeria de Arte de York                                    | Galeria de Arte de York                                    | nu artístico                             | O identificador "Q119033374" é desconhecido pelo sistema. Utilize um identificador de entidade válido, por favor. |
|        | Male Nude | década de 1810  | Galeria de Arte de York                                    | Galeria de Arte de York                                    | nu artístico                             | O identificador "Q119033417" é desconhecido pelo sistema. Utilize um identificador de entidade válido, por favor. |
|        | Reclining Male Nude with Spear | década de 1810  | Galeria de Arte de York                                    | Galeria de Arte de York                                    | nu artístico                             | O identificador "Q119033477" é desconhecido pelo sistema. Utilize um identificador de entidade válido, por favor. |
|        | Female Nude | década de 1820  | Galeria de Arte de York                                    | Galeria de Arte de York                                    | nu artístico                             | O identificador "Q119033852" é desconhecido pelo sistema. Utilize um identificador de entidade válido, por favor. |
|        | Male Nude | década de 1820  | Galeria de Arte de York                                    | Galeria de Arte de York                                    | nu artístico                             | O identificador "Q119036504" é desconhecido pelo sistema. Utilize um identificador de entidade válido, por favor. |
|        | John the Baptist | década de 1820  | Galeria de Arte de York                                    | Galeria de Arte de York                                    | arte sacra                               | O identificador "Q119036976" é desconhecido pelo sistema. Utilize um identificador de entidade válido, por favor. |
|        | Jacob Pattison (after Thomas Lawrence) | 1830            | Galeria de Arte de York                                    | Galeria de Arte de York                                    |                                          | O identificador "Q119039532" é desconhecido pelo sistema. Utilize um identificador de entidade válido, por favor. |
|        | A Bacchante |                 | Galeria de Arte de York                                    | Galeria de Arte de York                                    |                                          | O identificador "Q119039889" é desconhecido pelo sistema. Utilize um identificador de entidade válido, por favor. |
|        | Study for the Bowman |                 | Galeria de Arte de York                                    | Galeria de Arte de York                                    |                                          | O identificador "Q119039959" é desconhecido pelo sistema. Utilize um identificador de entidade válido, por favor. |
|        | Female Nude | século XIX      | Galeria de Arte de York                                    | Galeria de Arte de York                                    | nu artístico                             | O identificador "Q119040094" é desconhecido pelo sistema. Utilize um identificador de entidade válido, por favor. |
|        | Monk Bar, York |                 | Galeria de Arte de York                                    | Galeria de Arte de York                                    |                                          | O identificador "Q119040477" é desconhecido pelo sistema. Utilize um identificador de entidade válido, por favor. |
|        | Female Nude | século XIX      | Galeria de Arte de York                                    | Galeria de Arte de York                                    | nu artístico                             | O identificador "Q119040745" é desconhecido pelo sistema. Utilize um identificador de entidade válido, por favor. |
|        | The Judgment of Paris | século XIX      | Galeria de Arte de York                                    | Galeria de Arte de York                                    | pintura mitológica                       | O identificador "Q119040788" é desconhecido pelo sistema. Utilize um identificador de entidade válido, por favor. |
|        | Portrait of a Lady | década de 1830  | Galeria de Arte de York                                    | Galeria de Arte de York                                    | retrato                                  | O identificador "Q119041105" é desconhecido pelo sistema. Utilize um identificador de entidade válido, por favor. |
|        | Landscape |                 | Galeria de Arte de York                                    | Galeria de Arte de York                                    | pintura de paisagem                      | O identificador "Q119041109" é desconhecido pelo sistema. Utilize um identificador de entidade válido, por favor. |
|        | Supper at Emmaus (after Titian) | década de 1830  | Galeria de Arte de York                                    | Galeria de Arte de York                                    |                                          | O identificador "Q119041535" é desconhecido pelo sistema. Utilize um identificador de entidade válido, por favor. |
|        | Woman with a Head Veil | século XIX      | Galeria de Arte de York                                    | Galeria de Arte de York                                    |                                          | O identificador "Q119041658" é desconhecido pelo sistema. Utilize um identificador de entidade válido, por favor. |
|        | Female Nude | década de 1830  | Galeria de Arte de York                                    | Galeria de Arte de York                                    | nu artístico                             | O identificador "Q119041752" é desconhecido pelo sistema. Utilize um identificador de entidade válido, por favor. |
|        | Julia Singleton | século XIX      | Galeria de Arte de York                                    | Galeria de Arte de York                                    |                                          | O identificador "Q119041754" é desconhecido pelo sistema. Utilize um identificador de entidade válido, por favor. |
|        | Reclining Female Nude in a Landscape | década de 1830  | Galeria de Arte de York                                    | Galeria de Arte de York                                    | nu artístico                             | O identificador "Q119041755" é desconhecido pelo sistema. Utilize um identificador de entidade válido, por favor. |
|        | Miss Elizabeth Potts | 1833            | Galeria de Arte de York                                    | Galeria de Arte de York                                    |                                          | O identificador "Q119044866" é desconhecido pelo sistema. Utilize um identificador de entidade válido, por favor. |
|        | The Rape of the Sabine Women (after Peter Paul Rubens) | 1840            | Galeria de Arte de York                                    | Galeria de Arte de York                                    |                                          | O identificador "Q119046657" é desconhecido pelo sistema. Utilize um identificador de entidade válido, por favor. |
|        | A Bather | século XIX      | Galeria de Arte de York                                    | Galeria de Arte de York                                    | pintura de género nu artístico           | O identificador "Q119046682" é desconhecido pelo sistema. Utilize um identificador de entidade válido, por favor. |
|        | Rebecca Singleton | 1840            | Galeria de Arte de York                                    | Galeria de Arte de York                                    |                                          | O identificador "Q119049081" é desconhecido pelo sistema. Utilize um identificador de entidade válido, por favor. |
|        | Lemons, Peaches and Nuts |                 | Galeria de Arte de York                                    | Galeria de Arte de York                                    |                                          | O identificador "Q119049128" é desconhecido pelo sistema. Utilize um identificador de entidade válido, por favor. |
|        | A Bather | século XIX      | Galeria de Arte de York                                    | Galeria de Arte de York                                    |                                          | O identificador "Q119049208" é desconhecido pelo sistema. Utilize um identificador de entidade válido, por favor. |
|        | Female Nude (Magdalen) | século XIX      | Galeria de Arte de York                                    | Galeria de Arte de York                                    | nu artístico                             | O identificador "Q119049436" é desconhecido pelo sistema. Utilize um identificador de entidade válido, por favor. |
|        | Female Nude | 1840            | Galeria de Arte de York                                    | Galeria de Arte de York                                    | nu artístico                             | O identificador "Q119049511" é desconhecido pelo sistema. Utilize um identificador de entidade válido, por favor. |
|        | The Toilet of Venus | 1840            | Galeria de Arte de York                                    | Galeria de Arte de York                                    | pintura mitológica                       | O identificador "Q119050331" é desconhecido pelo sistema. Utilize um identificador de entidade válido, por favor. |
|        | Flowers of the Forest | 1840            | Galeria de Arte de York                                    | Galeria de Arte de York                                    |                                          | O identificador "Q119050356" é desconhecido pelo sistema. Utilize um identificador de entidade válido, por favor. |
|        | Male Warrior | século XIX      | Galeria de Arte de York                                    | Galeria de Arte de York                                    |                                          | O identificador "Q119050956" é desconhecido pelo sistema. Utilize um identificador de entidade válido, por favor. |
|        | Standing Female Nude Plaiting Her Hair | 1841            | Galeria de Arte de York                                    | Galeria de Arte de York                                    | nu artístico                             | O identificador "Q119051804" é desconhecido pelo sistema. Utilize um identificador de entidade válido, por favor. |
|        | John Harper | 1841            | Galeria de Arte de York                                    | Galeria de Arte de York                                    |                                          | O identificador "Q119052557" é desconhecido pelo sistema. Utilize um identificador de entidade válido, por favor. |
|        | Study of a Man's Head | século XIX      | Galeria de Arte de York                                    | Galeria de Arte de York                                    |                                          | O identificador "Q119052938" é desconhecido pelo sistema. Utilize um identificador de entidade válido, por favor. |
|        | A Girl Reading | 1842            | Galeria de Arte de York                                    | Galeria de Arte de York                                    |                                          | O identificador "Q119054231" é desconhecido pelo sistema. Utilize um identificador de entidade válido, por favor. |
|        | Portrait of an Unknown Woman | 1842            | Galeria de Arte de York                                    | Galeria de Arte de York                                    | retrato                                  | O identificador "Q119054472" é desconhecido pelo sistema. Utilize um identificador de entidade válido, por favor. |
|        | John Brook | 1838            | Galeria de Arte de York                                    | Galeria de Arte de York                                    |                                          | O identificador "Q119055202" é desconhecido pelo sistema. Utilize um identificador de entidade válido, por favor. |
|        | A Bather | século XIX      | Galeria de Arte de York                                    | Galeria de Arte de York                                    |                                          | O identificador "Q119056083" é desconhecido pelo sistema. Utilize um identificador de entidade válido, por favor. |
|        | The Indian Girl | década de 1840  | Galeria de Arte de York                                    | Galeria de Arte de York                                    |                                          | O identificador "Q119058048" é desconhecido pelo sistema. Utilize um identificador de entidade válido, por favor. |
|        | Head and Shoulders of a Woman | século XIX      | Galeria de Arte de York                                    | Galeria de Arte de York                                    |                                          | O identificador "Q119059495" é desconhecido pelo sistema. Utilize um identificador de entidade válido, por favor. |
|        | The Strid, Bolton Abbey | 1841            | Galeria de Arte de York                                    | Galeria de Arte de York                                    |                                          | O identificador "Q119062717" é desconhecido pelo sistema. Utilize um identificador de entidade válido, por favor. |
|        | Dead Pheasant | 1842            | Galeria de Arte de York                                    | Galeria de Arte de York                                    |                                          | O identificador "Q119063154" é desconhecido pelo sistema. Utilize um identificador de entidade válido, por favor. |
|        | Self Portrait | década de 1840  | Galeria de Arte de York                                    | Galeria de Arte de York                                    | autorretrato                             | O identificador "Q119065107" é desconhecido pelo sistema. Utilize um identificador de entidade válido, por favor. |
|        | The Wood Children | 1845            | Galeria de Arte de York                                    | Galeria de Arte de York                                    |                                          | O identificador "Q119067440" é desconhecido pelo sistema. Utilize um identificador de entidade válido, por favor. |
|        | Delilah before the Blinded Samson |                 | Galeria de Arte de York                                    | Galeria de Arte de York                                    |                                          | O identificador "Q119705541" é desconhecido pelo sistema. Utilize um identificador de entidade válido, por favor. |
|        | Sketch for 'Youth at the Prow and Pleasure at the Helm' |                 | Galeria de Arte de York                                    | Galeria de Arte de York                                    |                                          | O identificador "Q119705543" é desconhecido pelo sistema. Utilize um identificador de entidade válido, por favor. |
|        | Male Nude with Dagger |                 | Galeria de Arte de York                                    | Galeria de Arte de York                                    | nu artístico                             | O identificador "Q119705557" é desconhecido pelo sistema. Utilize um identificador de entidade válido, por favor. |
|        | Sketch of Venus and Psyche |                 | Galeria de Arte de York                                    | Galeria de Arte de York                                    |                                          | O identificador "Q119705558" é desconhecido pelo sistema. Utilize um identificador de entidade válido, por favor. |
|        | The Crochet-Worker (Mary Ann Purdon) |                 | Galeria de Arte de York                                    | Galeria de Arte de York                                    |                                          | O identificador "Q119705559" é desconhecido pelo sistema. Utilize um identificador de entidade válido, por favor. |
|        | Mary, Lady Templetown (after Thomas Lawrence) |                 | Galeria de Arte de York                                    | Galeria de Arte de York                                    |                                          | O identificador "Q119705561" é desconhecido pelo sistema. Utilize um identificador de entidade válido, por favor. |
|        | Givendale Church |                 | Galeria de Arte de York                                    | Galeria de Arte de York                                    |                                          | O identificador "Q119705563" é desconhecido pelo sistema. Utilize um identificador de entidade válido, por favor. |
|        | Head and Shoulders of a Girl from behind |                 | Galeria de Arte de York                                    | Galeria de Arte de York                                    |                                          | O identificador "Q119705564" é desconhecido pelo sistema. Utilize um identificador de entidade válido, por favor. |
|        | Beniah |                 | Galeria de Arte de York                                    | Galeria de Arte de York                                    |                                          | O identificador "Q119705566" é desconhecido pelo sistema. Utilize um identificador de entidade válido, por favor. |
|        | Study for 'Joan of Arc' |                 | Galeria de Arte de York                                    | Galeria de Arte de York                                    |                                          | O identificador "Q119705567" é desconhecido pelo sistema. Utilize um identificador de entidade válido, por favor. |
|        | Dead Pheasant and Fruit |                 | Galeria de Arte de York                                    | Galeria de Arte de York                                    |                                          | O identificador "Q119705569" é desconhecido pelo sistema. Utilize um identificador de entidade válido, por favor. |
|        | Apotheosis of the Duke of Buckingham (after Peter Paul Rubens)                                                                                                |                 | Galeria de Arte de York                                    | Galeria de Arte de York                                    |                                          | O identificador "Q119705570" é desconhecido pelo sistema. Utilize um identificador de entidade válido, por favor. |
|        | Youth at the Prow | século XIX      | Galeria de Arte de York                                    | Galeria de Arte de York                                    |                                          | O identificador "Q119705601" é desconhecido pelo sistema. Utilize um identificador de entidade válido, por favor. |
|        | Male Nude Boxing (verso) |                 | Galeria de Arte de York                                    | Galeria de Arte de York                                    | nu artístico                             | O identificador "Q119705606" é desconhecido pelo sistema. Utilize um identificador de entidade válido, por favor. |
|        | Bearded Male Nude with Left Arm Raised |                 | Galeria de Arte de York                                    | Galeria de Arte de York                                    | nu artístico                             | O identificador "Q119705607" é desconhecido pelo sistema. Utilize um identificador de entidade válido, por favor. |
|        | Male Nude with Right Arm Raised (verso) |                 | Galeria de Arte de York                                    | Galeria de Arte de York                                    | nu artístico                             | O identificador "Q119705609" é desconhecido pelo sistema. Utilize um identificador de entidade válido, por favor. |
|        | Two Male Nudes, One Kneeling with Staff (recto) |                 | Galeria de Arte de York                                    | Galeria de Arte de York                                    |                                          | O identificador "Q119705610" é desconhecido pelo sistema. Utilize um identificador de entidade válido, por favor. |
|        | Male Nude Walking (recto) |                 | Galeria de Arte de York                                    | Galeria de Arte de York                                    | nu artístico                             | O identificador "Q119705612" é desconhecido pelo sistema. Utilize um identificador de entidade válido, por favor. |
|        | Male Nude Sawing |                 | Galeria de Arte de York                                    | Galeria de Arte de York                                    | nu artístico                             | O identificador "Q119705614" é desconhecido pelo sistema. Utilize um identificador de entidade válido, por favor. |
|        | Male Nude with Staff (recto) |                 | Galeria de Arte de York                                    | Galeria de Arte de York                                    | nu artístico                             | O identificador "Q119862634" é desconhecido pelo sistema. Utilize um identificador de entidade válido, por favor. |
|        | Sketch of Adam and Eve |                 | Galeria de Arte de York                                    | Galeria de Arte de York                                    |                                          | O identificador "Q119862650" é desconhecido pelo sistema. Utilize um identificador de entidade válido, por favor. |
|        | Iphigenia (copy after Joshua Reynolds) | século XIX      | Galeria de Arte de York                                    | Galeria de Arte de York                                    |                                          | O identificador "Q119862653" é desconhecido pelo sistema. Utilize um identificador de entidade válido, por favor. |
|        | Male Nude |                 | Galeria de Arte de York                                    | Galeria de Arte de York                                    | nu artístico                             | O identificador "Q119862658" é desconhecido pelo sistema. Utilize um identificador de entidade válido, por favor. |
|        | Female Nude |                 | Galeria de Arte de York                                    | Galeria de Arte de York                                    | nu artístico                             | O identificador "Q119862698" é desconhecido pelo sistema. Utilize um identificador de entidade válido, por favor. |
|        | Study of a Boy |                 | Galeria de Arte de York                                    | Galeria de Arte de York                                    |                                          | O identificador "Q119862729" é desconhecido pelo sistema. Utilize um identificador de entidade válido, por favor. |
|        | Female Nude |                 | Galeria de Arte de York                                    | Galeria de Arte de York                                    | nu artístico                             | O identificador "Q119862784" é desconhecido pelo sistema. Utilize um identificador de entidade válido, por favor. |
|        | Back of Male Nude (verso) |                 | Galeria de Arte de York                                    | Galeria de Arte de York                                    | nu artístico                             | O identificador "Q119862811" é desconhecido pelo sistema. Utilize um identificador de entidade válido, por favor. |
|        | The Dance |                 | Galeria de Arte de York                                    | Galeria de Arte de York                                    |                                          | O identificador "Q119862882" é desconhecido pelo sistema. Utilize um identificador de entidade válido, por favor. |
|        | Study for 'Judith' |                 | Galeria de Arte de York                                    | Galeria de Arte de York                                    |                                          | O identificador "Q119862890" é desconhecido pelo sistema. Utilize um identificador de entidade válido, por favor. |
|        | The Combat |                 | Galeria de Arte de York                                    | Galeria de Arte de York                                    |                                          | O identificador "Q119862900" é desconhecido pelo sistema. Utilize um identificador de entidade válido, por favor. |
|        | Female Nude |                 | Galeria de Arte de York                                    | Galeria de Arte de York                                    | nu artístico                             | O identificador "Q119862922" é desconhecido pelo sistema. Utilize um identificador de entidade válido, por favor. |
|        | Portrait of a Gentleman |                 | Galeria de Arte de York                                    | Galeria de Arte de York                                    | retrato                                  | O identificador "Q119862938" é desconhecido pelo sistema. Utilize um identificador de entidade válido, por favor. |
|        | Study of an Arm and Female Nude (verso) |                 | Galeria de Arte de York                                    | Galeria de Arte de York                                    |                                          | O identificador "Q119862939" é desconhecido pelo sistema. Utilize um identificador de entidade válido, por favor. |
|        | Window in Venice, during a Festa |                 | Galeria de Arte de York                                    | Galeria de Arte de York                                    |                                          | O identificador "Q119862949" é desconhecido pelo sistema. Utilize um identificador de entidade válido, por favor. |
|        | Laurence Sterne (after Joshua Reynolds) |                 | Galeria de Arte de York                                    | Galeria de Arte de York                                    |                                          | O identificador "Q119862961" é desconhecido pelo sistema. Utilize um identificador de entidade válido, por favor. |
|        | Reclining Female Nude (recto) |                 | Galeria de Arte de York                                    | Galeria de Arte de York                                    | nu artístico                             | O identificador "Q119862970" é desconhecido pelo sistema. Utilize um identificador de entidade válido, por favor. |
|        | The Graces |                 | Galeria de Arte de York                                    | Galeria de Arte de York                                    |                                          | O identificador "Q119862978" é desconhecido pelo sistema. Utilize um identificador de entidade válido, por favor. |
|        | The Standard Bearer (after Titian) |                 | Galeria de Arte de York                                    | Galeria de Arte de York                                    |                                          | O identificador "Q119862985" é desconhecido pelo sistema. Utilize um identificador de entidade válido, por favor. |
|        | A Nude |                 | Galeria de arte de Auckland                                | Galeria de arte de Auckland                                | nu artístico                             | O identificador "Q27882523" é desconhecido pelo sistema. Utilize um identificador de entidade válido, por favor.  |
|        | Female nude study |                 | Galeria de arte de Auckland                                | Galeria de arte de Auckland                                | nu artístico                             | O identificador "Q27883294" é desconhecido pelo sistema. Utilize um identificador de entidade válido, por favor.  |
|        | A Nude |                 | Galeria de arte de Auckland                                | Galeria de arte de Auckland                                | nu artístico                             | O identificador "Q27883297" é desconhecido pelo sistema. Utilize um identificador de entidade válido, por favor.  |
|        | Pandora Crowned by the Seasons | 1824            | Galeria de arte de Leeds                                   | Galeria de arte de Leeds                                   |                                          | O identificador "Q119037124" é desconhecido pelo sistema. Utilize um identificador de entidade válido, por favor. |
|        | Allegorical Study (a sketch after Anthony van Dyck) |                 | Galeria de arte de Leeds                                   | Galeria de arte de Leeds                                   | alegoria                                 | O identificador "Q119918058" é desconhecido pelo sistema. Utilize um identificador de entidade válido, por favor. |
|        | Two Standing Male Nudes |                 | Galeria de arte de Leeds                                   | Galeria de arte de Leeds                                   |                                          | O identificador "Q119918097" é desconhecido pelo sistema. Utilize um identificador de entidade válido, por favor. |
|        | The Bather |                 | Galeria de arte de Leeds                                   | Galeria de arte de Leeds                                   |                                          | O identificador "Q119918100" é desconhecido pelo sistema. Utilize um identificador de entidade válido, por favor. |
|        | O Combate: Mulher suplicando pelos Vencidos | 1825            | Galerias Nacionais da Escócia                              | Galeria Nacional da Escócia                                |                                          | O identificador "Q20638977" é desconhecido pelo sistema. Utilize um identificador de entidade válido, por favor.  |
|        | Saint John the Baptist Preaching (after Veronese) | 1822            | Galerias Nacionais da Escócia                              | Galeria Nacional da Escócia                                | arte sacra                               | O identificador "Q27964461" é desconhecido pelo sistema. Utilize um identificador de entidade válido, por favor.  |
|        | Judith's Maid outside the Tent of Holofernes | 1831            | Galerias Nacionais da Escócia                              | Galeria Nacional da Escócia                                |                                          | O identificador "Q27971520" é desconhecido pelo sistema. Utilize um identificador de entidade válido, por favor.  |
|        | Judith and Holofernes | 1827            | Galerias Nacionais da Escócia                              | Galeria Nacional da Escócia                                | arte sacra                               | O identificador "Q27971521" é desconhecido pelo sistema. Utilize um identificador de entidade válido, por favor.  |
|        | Judith Coming Out of the Tent | 1830            | Galerias Nacionais da Escócia                              | Galeria Nacional da Escócia                                |                                          | O identificador "Q27971523" é desconhecido pelo sistema. Utilize um identificador de entidade válido, por favor.  |
|        | Benaiah Slaying Two Lion-like Men of Moab | 1829            | Galerias Nacionais da Escócia                              | Galeria Nacional da Escócia                                |                                          | O identificador "Q27971525" é desconhecido pelo sistema. Utilize um identificador de entidade válido, por favor.  |
|        | Female Nude |                 | Gallery Oldham                                             | Gallery Oldham                                             | nu artístico                             | O identificador "Q119942390" é desconhecido pelo sistema. Utilize um identificador de entidade válido, por favor. |
|        | Female Nude in a Landscape | década de 1820  | Getty Center                                               | Getty Center                                               | nu artístico                             | O identificador "Q116899783" é desconhecido pelo sistema. Utilize um identificador de entidade válido, por favor. |
|        | The Bathers |                 | Glasgow Museums Resource Centre                            | Glasgow Museums Resource Centre                            |                                          | O identificador "Q119920332" é desconhecido pelo sistema. Utilize um identificador de entidade válido, por favor. |
|        | The Three Graces |                 | Glasgow Museums Resource Centre                            | Glasgow Museums Resource Centre                            | pintura mitológica                       | O identificador "Q119921425" é desconhecido pelo sistema. Utilize um identificador de entidade válido, por favor. |
|        | 'By the waters of Babylon we sat down and wept' | 1832            | Harris Museum                                              | Harris Museum                                              |                                          | O identificador "Q119042456" é desconhecido pelo sistema. Utilize um identificador de entidade válido, por favor. |
|        | Cupid in a Shell |                 | Harris Museum                                              | Harris Museum                                              |                                          | O identificador "Q119705583" é desconhecido pelo sistema. Utilize um identificador de entidade válido, por favor. |
|        | Cupid and Psyche | 1821            | Instituto de Artes de Minneapolis                          | Instituto de Artes de Minneapolis                          | pintura mitológica                       | O identificador "Q20890968" é desconhecido pelo sistema. Utilize um identificador de entidade válido, por favor.  |
|        | O Triunfo de Cleópatra | 1821            | Lady Lever Art Gallery                                     | Lady Lever Art Gallery                                     | pintura histórica                        | O identificador "Q20735396" é desconhecido pelo sistema. Utilize um identificador de entidade válido, por favor.  |
|        | Andromeda | década de 1830  | Lady Lever Art Gallery                                     | Lady Lever Art Gallery                                     | pintura mitológica                       | O identificador "Q116899095" é desconhecido pelo sistema. Utilize um identificador de entidade válido, por favor. |
|        | The Judgement of Paris | 1826            | Lady Lever Art Gallery                                     | Lady Lever Art Gallery                                     | pintura mitológica                       | O identificador "Q119039099" é desconhecido pelo sistema. Utilize um identificador de entidade válido, por favor. |
|        | Prometheus |                 | Lady Lever Art Gallery                                     | Lady Lever Art Gallery                                     |                                          | O identificador "Q119040535" é desconhecido pelo sistema. Utilize um identificador de entidade válido, por favor. |
|        | Bather Turned to the Left |                 | Lady Lever Art Gallery                                     | Lady Lever Art Gallery                                     |                                          | O identificador "Q119059313" é desconhecido pelo sistema. Utilize um identificador de entidade válido, por favor. |
|        | Bather Turned to the Right |                 | Lady Lever Art Gallery                                     | Lady Lever Art Gallery                                     |                                          | O identificador "Q119059364" é desconhecido pelo sistema. Utilize um identificador de entidade válido, por favor. |
|        | Hesperus | 1844            | Lady Lever Art Gallery                                     | Lady Lever Art Gallery                                     |                                          | O identificador "Q119065695" é desconhecido pelo sistema. Utilize um identificador de entidade válido, por favor. |
|        | Aurora and Zephyr | 1845            | Lady Lever Art Gallery                                     | Lady Lever Art Gallery                                     |                                          | O identificador "Q119067075" é desconhecido pelo sistema. Utilize um identificador de entidade válido, por favor. |
|        | The Three Graces |                 | Lady Lever Art Gallery                                     | Lady Lever Art Gallery                                     | pintura mitológica                       | O identificador "Q119071408" é desconhecido pelo sistema. Utilize um identificador de entidade válido, por favor. |
|        | The Bowman | século XIX      | Leicester Museum & Art Gallery                             | Leicester Museum & Art Gallery                             |                                          | O identificador "Q119039962" é desconhecido pelo sistema. Utilize um identificador de entidade válido, por favor. |
|        | Sabrina and Her Nymphs | 1841            | Leicester Museum & Art Gallery                             | Leicester Museum & Art Gallery                             |                                          | O identificador "Q119061392" é desconhecido pelo sistema. Utilize um identificador de entidade válido, por favor. |
|        | Study of a Male Nude |                 | Ludlow Library                                             | Ludlow Library                                             |                                          | O identificador "Q119942385" é desconhecido pelo sistema. Utilize um identificador de entidade válido, por favor. |
|        | Male Nude |                 | Maidstone Museum and Bentlif Art Gallery                   | Maidstone Museum and Bentlif Art Gallery                   | nu artístico                             | O identificador "Q119931064" é desconhecido pelo sistema. Utilize um identificador de entidade válido, por favor. |
|        | John Etty | década de 1810  | Merchant Adventurers' Hall                                 | Merchant Adventurers' Hall                                 |                                          | O identificador "Q119028458" é desconhecido pelo sistema. Utilize um identificador de entidade válido, por favor. |
|        | John Thornton | 1830            | Merchant Adventurers' Hall                                 | Merchant Adventurers' Hall                                 |                                          | O identificador "Q119040150" é desconhecido pelo sistema. Utilize um identificador de entidade válido, por favor. |
|        | As três Graças | 1830            | Metropolitan Museum of Art                                 | Metropolitan Museum of Art                                 | pintura mitológica                       | O identificador "Q19911809" é desconhecido pelo sistema. Utilize um identificador de entidade válido, por favor.  |
|        | Allegory | século XIX      | Metropolitan Museum of Art                                 | Metropolitan Museum of Art                                 | alegoria                                 | O identificador "Q19912710" é desconhecido pelo sistema. Utilize um identificador de entidade válido, por favor.  |
|        | Standing female Nude seen from behind | século XIX      | Museu Ashmolean                                            | Museu Ashmolean                                            |                                          | O identificador "Q119041666" é desconhecido pelo sistema. Utilize um identificador de entidade válido, por favor. |
|        | The Repentant Prodigal's Return to his Father | 1831            | Museu Ashmolean                                            | Museu Ashmolean                                            | arte sacra                               | O identificador "Q119041906" é desconhecido pelo sistema. Utilize um identificador de entidade válido, por favor. |
|        | The penitent Magdalen | 1835            | Museu Ashmolean                                            | Museu Ashmolean                                            | arte sacra                               | O identificador "Q119049825" é desconhecido pelo sistema. Utilize um identificador de entidade válido, por favor. |
|        | Four Girls by a Stream |                 | Museu Ashmolean                                            | Museu Ashmolean                                            |                                          | O identificador "Q119499782" é desconhecido pelo sistema. Utilize um identificador de entidade válido, por favor. |
|        | Nude Woman kneeling |                 | Museu Ashmolean                                            | Museu Ashmolean                                            | nu artístico                             | O identificador "Q119499795" é desconhecido pelo sistema. Utilize um identificador de entidade válido, por favor. |
|        | Venus, Cupid and Psyche |                 | Museu Ashmolean                                            | Museu Ashmolean                                            |                                          | O identificador "Q119499797" é desconhecido pelo sistema. Utilize um identificador de entidade válido, por favor. |
|        | Nude Woman kneeling |                 | Museu Ashmolean                                            | Museu Ashmolean                                            | nu artístico                             | O identificador "Q119499807" é desconhecido pelo sistema. Utilize um identificador de entidade válido, por favor. |
|        | Nude Woman reclining |                 | Museu Ashmolean                                            | Museu Ashmolean                                            | nu artístico                             | O identificador "Q119499809" é desconhecido pelo sistema. Utilize um identificador de entidade válido, por favor. |
|        | Arabella Morris | década de 1810  | Museu De Brighton e Galeria de Arte                        | Museu De Brighton e Galeria de Arte                        |                                          | O identificador "Q119033457" é desconhecido pelo sistema. Utilize um identificador de entidade válido, por favor. |
|        | Girl Touching her Head | 1830            | Museu De Brighton e Galeria de Arte                        | Museu De Brighton e Galeria de Arte                        |                                          | O identificador "Q119041709" é desconhecido pelo sistema. Utilize um identificador de entidade válido, por favor. |
|        | Two male nude studies | século XIX      | Museu Fitzwilliam                                          | Museu Fitzwilliam                                          |                                          | O identificador "Q50813983" é desconhecido pelo sistema. Utilize um identificador de entidade válido, por favor.  |
|        | Copy of Guercino's 'Taking of Christ' |                 | Museu Fitzwilliam                                          | Museu Fitzwilliam                                          |                                          | O identificador "Q50820016" é desconhecido pelo sistema. Utilize um identificador de entidade válido, por favor.  |
|        | Dr John Camidge | 1825            | Museu Fitzwilliam                                          | Museu Fitzwilliam                                          |                                          | O identificador "Q50820584" é desconhecido pelo sistema. Utilize um identificador de entidade válido, por favor.  |
|        | Reclining Nude |                 | Museu Nacional de Arte Ocidental                           | Museu Nacional de Arte Ocidental                           |                                          | O identificador "Q23948073" é desconhecido pelo sistema. Utilize um identificador de entidade válido, por favor.  |
|        | Louisa Vaughan, née Rolls (d.1853) | 1835            | Museu Nacional de Cardiff                                  | Museu Nacional de Cardiff                                  |                                          | O identificador "Q119041479" é desconhecido pelo sistema. Utilize um identificador de entidade válido, por favor. |
|        | The Water Carrier |                 | Museu da Cidade de Bristol e Galeria de Arte               | Museu da Cidade de Bristol e Galeria de Arte               |                                          | O identificador "Q119858245" é desconhecido pelo sistema. Utilize um identificador de entidade válido, por favor. |
|        | Seated Nude |                 | Museu da Cidade de Bristol e Galeria de Arte               | Museu da Cidade de Bristol e Galeria de Arte               | nu artístico                             | O identificador "Q119858247" é desconhecido pelo sistema. Utilize um identificador de entidade válido, por favor. |
|        | Centaurs and Nymphs (recto) |                 | Museu da Cidade de Bristol e Galeria de Arte               | Museu da Cidade de Bristol e Galeria de Arte               |                                          | O identificador "Q119858258" é desconhecido pelo sistema. Utilize um identificador de entidade válido, por favor. |
|        | Venus and Cupid (verso) |                 | Museu da Cidade de Bristol e Galeria de Arte               | Museu da Cidade de Bristol e Galeria de Arte               |                                          | O identificador "Q119858467" é desconhecido pelo sistema. Utilize um identificador de entidade válido, por favor. |
|        | The Corsair |                 | Museu de Arte de Filadélfia                                | Museu de Arte de Filadélfia                                |                                          | O identificador "Q20808946" é desconhecido pelo sistema. Utilize um identificador de entidade válido, por favor.  |
|        | The Combat: Woman Pleading for the Vanquished |                 | Museu de Arte de John e Mable Ringling                     | Museu de Arte de John e Mable Ringling                     |                                          | O identificador "Q79395623" é desconhecido pelo sistema. Utilize um identificador de entidade válido, por favor.  |
|        | The Wrestlers | 1840            | Museu de Arte de Worcester                                 | Museu de Arte de Worcester                                 |                                          | O identificador "Q79029081" é desconhecido pelo sistema. Utilize um identificador de entidade válido, por favor.  |
|        | Nude Woman Seated in a Landscape |                 | Museu de Belas Artes de Boston                             | Museu de Belas Artes de Boston                             | nu artístico                             | O identificador "Q20630425" é desconhecido pelo sistema. Utilize um identificador de entidade válido, por favor.  |
|        | Mars abandoning Venus. | década de 1820  | Museum of John Paul II Collection                          | Museum of John Paul II Collection                          |                                          | O identificador "Q123048129" é desconhecido pelo sistema. Utilize um identificador de entidade válido, por favor. |
|        | Self-Portrait | 1825            | Museus de Arte de Harvard Fogg Museum                      | Museus de Arte de Harvard                                  | autorretrato                             | O identificador "Q106854300" é desconhecido pelo sistema. Utilize um identificador de entidade válido, por favor. |
|        | Study for "The Combat" |                 | Museus de Arte de Harvard Fogg Museum                      | Museus de Arte de Harvard                                  |                                          | O identificador "Q106877700" é desconhecido pelo sistema. Utilize um identificador de entidade válido, por favor. |
|        | Jeanne d'Arc à la sortie d'Orléans, repoussant les Anglais | século XIX      | Musée des Beaux-Arts d'Orléans                             | Musée des Beaux-Arts d'Orléans                             | pintura histórica                        | O identificador "Q22351062" é desconhecido pelo sistema. Utilize um identificador de entidade válido, por favor.  |
|        | Joan of Arc, on finding the sword she had dreamt of, in the church of St. Catherine de Fierbois, devotes herself and it to the service of God and her country | década de 1840  | Musée des Beaux-Arts d'Orléans                             | Musée des Beaux-Arts d'Orléans                             | pintura histórica                        | O identificador "Q134559693" é desconhecido pelo sistema. Utilize um identificador de entidade válido, por favor. |
|        | Guardsman Higgins | 1830            | National Army Museum                                       | National Army Museum                                       |                                          | O identificador "Q116899595" é desconhecido pelo sistema. Utilize um identificador de entidade válido, por favor. |
|        | Study for The Deluge |                 | National Gallery of Victoria                               | National Gallery of Victoria                               |                                          | O identificador "Q20415566" é desconhecido pelo sistema. Utilize um identificador de entidade válido, por favor.  |
|        | Dorothea |                 | National Gallery of Victoria                               | National Gallery of Victoria                               |                                          | O identificador "Q20422137" é desconhecido pelo sistema. Utilize um identificador de entidade válido, por favor.  |
|        | Seated male nude by William Etty |                 | National Gallery of Victoria                               |                                                            |                                          | O identificador "Q132255349" é desconhecido pelo sistema. Utilize um identificador de entidade válido, por favor. |
|        | Mars, Venus and an Attendant derobing her Mistress for the Bath                                                                                               | século XIX      | National Trust Anglesey Abbey                              | Anglesey Abbey                                             | pintura mitológica nu artístico          | O identificador "Q52131041" é desconhecido pelo sistema. Utilize um identificador de entidade válido, por favor.  |
|        | The Toilet of Venus | século XIX      | National Trust                                             | Anglesey Abbey                                             | pintura mitológica                       | O identificador "Q52131058" é desconhecido pelo sistema. Utilize um identificador de entidade válido, por favor.  |
|        | Academic Study of a Male Nude as a Standard Bearer | década de 1840  | National Trust                                             | Anglesey Abbey                                             | nu artístico                             | O identificador "Q52131078" é desconhecido pelo sistema. Utilize um identificador de entidade válido, por favor.  |
|        | Hylas and the Water Nymphs |                 | National Trust                                             | Anglesey Abbey                                             | pintura mitológica                       | O identificador "Q52131093" é desconhecido pelo sistema. Utilize um identificador de entidade válido, por favor.  |
|        | An Academic Nude of a Man tying his Sandal | século XIX      | National Trust                                             | Anglesey Abbey                                             | nu artístico                             | O identificador "Q52131111" é desconhecido pelo sistema. Utilize um identificador de entidade válido, por favor.  |
|        | 'Venus and Cupid' (A Female Nude embraced by a Small Child)                                                                                                   | século XIX      | National Trust                                             | Anglesey Abbey                                             | pintura mitológica                       | O identificador "Q52131133" é desconhecido pelo sistema. Utilize um identificador de entidade válido, por favor.  |
|        | The Good Samaritan | 1838            | National Trust                                             | Anglesey Abbey                                             | arte sacra                               | O identificador "Q52131153" é desconhecido pelo sistema. Utilize um identificador de entidade válido, por favor.  |
|        | The Prodigal Son | década de 1830  | National Trust                                             | Anglesey Abbey                                             | arte sacra                               | O identificador "Q52131176" é desconhecido pelo sistema. Utilize um identificador de entidade válido, por favor.  |
|        | Academic Study of a Male Nude in the same Pose as a Figure in Michelangelo’s ‘Last Judgement’ in the Sistine Chapel, Rome                                     |                 | National Trust                                             | Anglesey Abbey                                             | nu artístico                             | O identificador "Q52134655" é desconhecido pelo sistema. Utilize um identificador de entidade válido, por favor.  |
|        | Academic Study of a Reclining Male Nude Asleep |                 | National Trust                                             | Anglesey Abbey                                             | nu artístico                             | O identificador "Q52134727" é desconhecido pelo sistema. Utilize um identificador de entidade válido, por favor.  |
|        | Half-figure of a reclining Female Nude on her side | século XIX      | National Trust                                             | Anglesey Abbey                                             | nu artístico                             | O identificador "Q52134748" é desconhecido pelo sistema. Utilize um identificador de entidade válido, por favor.  |
|        | Academic Study of a Male Nude, seen from Behind | década de 1830  | National Trust                                             | Anglesey Abbey                                             | nu artístico                             | O identificador "Q52134790" é desconhecido pelo sistema. Utilize um identificador de entidade válido, por favor.  |
|        | A Female Nude striding in a Landscape | século XIX      | National Trust                                             | Anglesey Abbey                                             | nu artístico                             | O identificador "Q52134809" é desconhecido pelo sistema. Utilize um identificador de entidade válido, por favor.  |
|        | Mars, Venus and Cupid | década de 1830  | National Trust                                             | Anglesey Abbey                                             | pintura mitológica                       | O identificador "Q52134826" é desconhecido pelo sistema. Utilize um identificador de entidade válido, por favor.  |
|        | A Bacchante and a Young Faun dancing in a Bacchic Setting | década de 1830  | National Trust                                             | Anglesey Abbey                                             |                                          | O identificador "Q52134838" é desconhecido pelo sistema. Utilize um identificador de entidade válido, por favor.  |
|        | Academic Study of a Male Nude lying on a Shroud on Rocks | década de 1820  | National Trust                                             | Anglesey Abbey                                             | nu artístico                             | O identificador "Q52134934" é desconhecido pelo sistema. Utilize um identificador de entidade válido, por favor.  |
|        | Female Nude Standing | 1839            | National Trust                                             | Anglesey Abbey                                             | nu artístico                             | O identificador "Q52136714" é desconhecido pelo sistema. Utilize um identificador de entidade válido, por favor.  |
|        | Academic Study of a Male Nude Standing | século XIX      | National Trust                                             | Anglesey Abbey                                             | nu artístico                             | O identificador "Q52136734" é desconhecido pelo sistema. Utilize um identificador de entidade válido, por favor.  |
|        | Half-figure of a Female Nude Reclining | século XIX      | National Trust                                             | Anglesey Abbey                                             | nu artístico                             | O identificador "Q52136751" é desconhecido pelo sistema. Utilize um identificador de entidade válido, por favor.  |
|        | A Standing Female Nude | século XIX      | National Trust                                             | Bradley Manor                                              | nu artístico                             | O identificador "Q52149673" é desconhecido pelo sistema. Utilize um identificador de entidade válido, por favor.  |
|        | Study of Semi-nude Man | século XIX      | National Trust                                             | Hatchlands Park                                            | nu artístico                             | O identificador "Q52208201" é desconhecido pelo sistema. Utilize um identificador de entidade válido, por favor.  |
|        | Mrs. Robert Bolton (Anne Jay, 1793–1859) and Children, Robert and Anne                                                                                        | 1818            | New-York Historical Society                                | New-York Historical Society                                |                                          | O identificador "Q108691504" é desconhecido pelo sistema. Utilize um identificador de entidade válido, por favor. |
|        | Reverend Robert Bolton (1788–1857) | 1818            | New-York Historical Society                                | New-York Historical Society                                |                                          | O identificador "Q108691597" é desconhecido pelo sistema. Utilize um identificador de entidade válido, por favor. |
|        | The Mourner | 1842            | Nottingham Museums                                         | Nottingham Museums                                         |                                          | O identificador "Q119063348" é desconhecido pelo sistema. Utilize um identificador de entidade válido, por favor. |
|        | A Jew's Head |                 | Nottingham Museums                                         | Nottingham Museums                                         |                                          | O identificador "Q119705595" é desconhecido pelo sistema. Utilize um identificador de entidade válido, por favor. |
|        | Study of a Half-Nude Figure |                 | Nottingham Museums                                         | Nottingham Museums                                         |                                          | O identificador "Q119705598" é desconhecido pelo sistema. Utilize um identificador de entidade válido, por favor. |
|        | The Doves |                 | Nottingham Museums                                         | Nottingham Museums                                         |                                          | O identificador "Q119909701" é desconhecido pelo sistema. Utilize um identificador de entidade válido, por favor. |
|        | The Honourable Mrs Caroline Norton (d.1877), Lady Stirling Maxwell                                                                                            |                 | Pollok House                                               | Pollok House                                               |                                          | O identificador "Q119705539" é desconhecido pelo sistema. Utilize um identificador de entidade válido, por favor. |
|        | A Greek Slave | 1812            | Potteries Museum & Art Gallery                             | Potteries Museum & Art Gallery                             |                                          | O identificador "Q119029528" é desconhecido pelo sistema. Utilize um identificador de entidade válido, por favor. |
|        | Phaedria and Cymochles | 1830            | Princeton University Art Museum                            | Princeton University Art Museum                            | pintura mitológica                       | O identificador "Q106773505" é desconhecido pelo sistema. Utilize um identificador de entidade válido, por favor. |
|        | The Assumption of the Virgin |                 | Princeton University Art Museum                            | Princeton University Art Museum                            | arte sacra                               | O identificador "Q106776235" é desconhecido pelo sistema. Utilize um identificador de entidade válido, por favor. |
|        | Male Head | década de 1830  | Rhode Island School of Design Museum                       | Rhode Island School of Design Museum                       |                                          | O identificador "Q64514439" é desconhecido pelo sistema. Utilize um identificador de entidade válido, por favor.  |
|        | Back View of a Standing Male Nude in a Boat | século XIX      | Rhode Island School of Design Museum                       | Rhode Island School of Design Museum                       | nu artístico                             | O identificador "Q64514508" é desconhecido pelo sistema. Utilize um identificador de entidade válido, por favor.  |
|        | Seated Female Nude | 1825            | Rhode Island School of Design Museum                       | Rhode Island School of Design Museum                       |                                          | O identificador "Q64517788" é desconhecido pelo sistema. Utilize um identificador de entidade válido, por favor.  |
|        | Andromeda, Perseus Coming to Her Rescue | 1840            | Royal Albert Memorial Museum                               | Royal Albert Memorial Museum                               | pintura mitológica                       | O identificador "Q119051371" é desconhecido pelo sistema. Utilize um identificador de entidade válido, por favor. |
|        | Georgiana, Duchess of Devonshire, with her daughter Georgiana, later Countess of Carlisle                                                                     | década de 1800  | Royal Collection                                           |                                                            |                                          | O identificador "Q28025031" é desconhecido pelo sistema. Utilize um identificador de entidade válido, por favor.  |
|        | Standing Male Nude | 1849            | Royal College of Art                                       | Royal College of Art                                       | nu artístico                             | O identificador "Q119074240" é desconhecido pelo sistema. Utilize um identificador de entidade válido, por favor. |
|        | O Despertar do Amor | 1828            | Russell-Cotes Art Gallery & Museum                         | Russell-Cotes Art Gallery & Museum                         | pintura mitológica alegoria nu artístico | O identificador "Q20919545" é desconhecido pelo sistema. Utilize um identificador de entidade válido, por favor.  |
|        | David | 1810            | Russell-Cotes Art Gallery & Museum                         | Russell-Cotes Art Gallery & Museum                         | arte sacra nu artístico                  | O identificador "Q119032307" é desconhecido pelo sistema. Utilize um identificador de entidade válido, por favor. |
|        | The Dawn of Love | 1828            | Russell-Cotes Art Gallery & Museum                         | Russell-Cotes Art Gallery & Museum                         |                                          | O identificador "Q119040740" é desconhecido pelo sistema. Utilize um identificador de entidade válido, por favor. |
|        | Nude Study |                 | Russell-Cotes Art Gallery & Museum                         | Russell-Cotes Art Gallery & Museum                         | nu artístico                             | O identificador "Q119870633" é desconhecido pelo sistema. Utilize um identificador de entidade válido, por favor. |
|        | Study for 'Reclining Nude' |                 | Russell-Cotes Art Gallery & Museum                         | Russell-Cotes Art Gallery & Museum                         |                                          | O identificador "Q119870842" é desconhecido pelo sistema. Utilize um identificador de entidade válido, por favor. |
|        | Venus and Cupid |                 | Russell-Cotes Art Gallery & Museum                         | Russell-Cotes Art Gallery & Museum                         | pintura mitológica                       | O identificador "Q119871018" é desconhecido pelo sistema. Utilize um identificador de entidade válido, por favor. |
|        | Portrait of a Man |                 | Russell-Cotes Art Gallery & Museum                         | Russell-Cotes Art Gallery & Museum                         | retrato                                  | O identificador "Q119871039" é desconhecido pelo sistema. Utilize um identificador de entidade válido, por favor. |
|        | Head of a Young Girl |                 | Sarjeant Gallery Te Whare O Rehua Whanganui                | Sarjeant Gallery Te Whare O Rehua Whanganui                |                                          | O identificador "Q102037326" é desconhecido pelo sistema. Utilize um identificador de entidade válido, por favor. |
|        | Man Lying Face down | 1820            | Scarborough Art Gallery                                    | Scarborough Art Gallery                                    |                                          | O identificador "Q119032910" é desconhecido pelo sistema. Utilize um identificador de entidade válido, por favor. |
|        | Man with an Arrow | 1820            | Scarborough Art Gallery                                    | Scarborough Art Gallery                                    |                                          | O identificador "Q119032930" é desconhecido pelo sistema. Utilize um identificador de entidade válido, por favor. |
|        | Standing Female Nude, Back View | 1820            | Scarborough Art Gallery                                    | Scarborough Art Gallery                                    | nu artístico                             | O identificador "Q119032931" é desconhecido pelo sistema. Utilize um identificador de entidade válido, por favor. |
|        | Woman Reclining | 1820            | Scarborough Art Gallery                                    | Scarborough Art Gallery                                    |                                          | O identificador "Q119033134" é desconhecido pelo sistema. Utilize um identificador de entidade válido, por favor. |
|        | Standing Female Nude | 1820            | Scarborough Art Gallery                                    | Scarborough Art Gallery                                    | nu artístico                             | O identificador "Q119033294" é desconhecido pelo sistema. Utilize um identificador de entidade válido, por favor. |
|        | The Choice of Paris | 1846            | Scarborough Art Gallery                                    | Scarborough Art Gallery                                    |                                          | O identificador "Q119069463" é desconhecido pelo sistema. Utilize um identificador de entidade válido, por favor. |
|        | Judas Iscariot |                 | Sheffield Galleries and Museums Trust                      | Sheffield Galleries and Museums Trust                      |                                          | O identificador "Q119705572" é desconhecido pelo sistema. Utilize um identificador de entidade válido, por favor. |
|        | Titania and the Fairies |                 | Sheffield Galleries and Museums Trust                      | Sheffield Galleries and Museums Trust                      |                                          | O identificador "Q119705586" é desconhecido pelo sistema. Utilize um identificador de entidade válido, por favor. |
|        | Classical Subject |                 | Sheffield Galleries and Museums Trust                      | Sheffield Galleries and Museums Trust                      |                                          | O identificador "Q119942392" é desconhecido pelo sistema. Utilize um identificador de entidade válido, por favor. |
|        | Head of a Girl |                 | Sheffield Galleries and Museums Trust                      | Sheffield Galleries and Museums Trust                      |                                          | O identificador "Q119942394" é desconhecido pelo sistema. Utilize um identificador de entidade válido, por favor. |
|        | Nude |                 | Sheffield Galleries and Museums Trust                      | Sheffield Galleries and Museums Trust                      | nu artístico                             | O identificador "Q119942398" é desconhecido pelo sistema. Utilize um identificador de entidade válido, por favor. |
|        | Nude |                 | Sheffield Galleries and Museums Trust                      | Sheffield Galleries and Museums Trust                      | nu artístico                             | O identificador "Q119942403" é desconhecido pelo sistema. Utilize um identificador de entidade válido, por favor. |
|        | O Mundo Antes do Dilúvio | 1828            | Southampton City Art Gallery                               | Southampton City Art Gallery                               | arte sacra                               | O identificador "Q20128133" é desconhecido pelo sistema. Utilize um identificador de entidade válido, por favor.  |
|        | Male Nude Figure Holding a Jug | século XIX      | Stanley & Audrey Burton Gallery                            | Stanley & Audrey Burton Gallery                            | nu artístico                             | O identificador "Q119041390" é desconhecido pelo sistema. Utilize um identificador de entidade válido, por favor. |
|        | Aaron the High Priest |                 | Sunderland Museum and Winter Gardens                       | Sunderland Museum and Winter Gardens                       |                                          | O identificador "Q119705599" é desconhecido pelo sistema. Utilize um identificador de entidade válido, por favor. |
|        | A Child Asleep |                 | Tamworth Castle                                            | Tamworth Castle                                            |                                          | O identificador "Q119705535" é desconhecido pelo sistema. Utilize um identificador de entidade válido, por favor. |
|        | Candaules, King of Lydia, Shews his Wife by Stealth to Gyges, One of his Ministers, as She Goes to Bed                                                        | 1830            | Tate                                                       | Tate                                                       | nu artístico                             | O identificador "Q18756478" é desconhecido pelo sistema. Utilize um identificador de entidade válido, por favor.  |
|        | A Juventude na Proa e o Prazer no Leme | 1830            | Tate National Gallery                                      | Tate Modern                                                |                                          | O identificador "Q20087515" é desconhecido pelo sistema. Utilize um identificador de entidade válido, por favor.  |
|        | Musidora: The Bather 'At the Doubtful Breeze Alarmed' | 1846            | Tate National Gallery                                      | Tate Modern                                                | nu artístico                             | O identificador "Q21013226" é desconhecido pelo sistema. Utilize um identificador de entidade válido, por favor.  |
|        | Britomart Redeems Faire Amoret | 1833            | Tate                                                       | Tate Modern                                                |                                          | O identificador "Q21061719" é desconhecido pelo sistema. Utilize um identificador de entidade válido, por favor.  |
|        | The Coral Finder: Venus and her Youthful Satellites, replica                                                                                                  | século XIX      | Tate National Gallery                                      | Tate                                                       | pintura mitológica                       | O identificador "Q28533102" é desconhecido pelo sistema. Utilize um identificador de entidade válido, por favor.  |
|        | The Persian | 1834            | Tate National Gallery                                      | Tate                                                       |                                          | O identificador "Q28537038" é desconhecido pelo sistema. Utilize um identificador de entidade válido, por favor.  |
|        | Window in Venice, during a Festa | 1831            | Tate National Gallery                                      | Tate                                                       |                                          | O identificador "Q28537054" é desconhecido pelo sistema. Utilize um identificador de entidade válido, por favor.  |
|        | The Dangerous Playmate | 1833            | Tate National Gallery                                      | Tate                                                       |                                          | O identificador "Q28537057" é desconhecido pelo sistema. Utilize um identificador de entidade válido, por favor.  |
|        | The Lute Player | 1835            | Tate National Gallery                                      | Tate                                                       |                                          | O identificador "Q28537058" é desconhecido pelo sistema. Utilize um identificador de entidade válido, por favor.  |
|        | The Saviour or the Disciple |                 | Tate National Gallery                                      | Tate                                                       |                                          | O identificador "Q28537060" é desconhecido pelo sistema. Utilize um identificador de entidade válido, por favor.  |
|        | Il Duetto (‘The Duet’) | 1838            | Tate National Gallery                                      | Tate                                                       |                                          | O identificador "Q28537085" é desconhecido pelo sistema. Utilize um identificador de entidade válido, por favor.  |
|        | Christ Appearing to Mary Magdalene after the Resurrection | 1834            | Tate National Gallery                                      | Tate                                                       | arte sacra                               | O identificador "Q28537131" é desconhecido pelo sistema. Utilize um identificador de entidade válido, por favor.  |
|        | Female Bathers Surprised by a Swan. Verso: Terpsichore (?) with Putti                                                                                         | 1841            | Tate National Gallery                                      | Tate                                                       |                                          | O identificador "Q28537135" é desconhecido pelo sistema. Utilize um identificador de entidade válido, por favor.  |
|        | The Magdalen | 1842            | Tate National Gallery                                      | Tate                                                       | arte sacra                               | O identificador "Q28537141" é desconhecido pelo sistema. Utilize um identificador de entidade válido, por favor.  |
|        | Miss Mary Arabella Jay | 1819            | Tate National Gallery                                      | Tate                                                       |                                          | O identificador "Q28537172" é desconhecido pelo sistema. Utilize um identificador de entidade válido, por favor.  |
|        | The Fairy of the Fountain | 1845            | Tate National Gallery                                      | Tate                                                       |                                          | O identificador "Q28537578" é desconhecido pelo sistema. Utilize um identificador de entidade válido, por favor.  |
|        | Standing Female Nude | 1825 século XIX | Tate National Gallery Tate Modern                          | Tate Tate Modern                                           | nu artístico                             | O identificador "Q28537784" é desconhecido pelo sistema. Utilize um identificador de entidade válido, por favor.  |
|        | Study of a Peacock for ‘The Judgement of Paris’ | 1826            | Tate National Gallery                                      | Tate                                                       |                                          | O identificador "Q28539460" é desconhecido pelo sistema. Utilize um identificador de entidade válido, por favor.  |
|        | The Parting of Hero and Leander | 1827            | Tate National Gallery                                      | Tate                                                       |                                          | O identificador "Q28541984" é desconhecido pelo sistema. Utilize um identificador de entidade válido, por favor.  |
|        | Britomart Redeems Faire Amoret | 1833            | Tate                                                       | Tate                                                       |                                          | O identificador "Q28549330" é desconhecido pelo sistema. Utilize um identificador de entidade válido, por favor.  |
|        | Hero, Having Thrown herself from the Tower at the Sight of Leander Drowned, Dies on his Body                                                                  | 1829            | Tate                                                       | Tate                                                       |                                          | O identificador "Q28555682" é desconhecido pelo sistema. Utilize um identificador de entidade válido, por favor.  |
|        | Reclining Figure |                 | The Atkinson                                               | The Atkinson                                               |                                          | O identificador "Q119942391" é desconhecido pelo sistema. Utilize um identificador de entidade válido, por favor. |
|        | Female Nude |                 | The Dick Institute                                         | The Dick Institute                                         | nu artístico                             | O identificador "Q119872863" é desconhecido pelo sistema. Utilize um identificador de entidade válido, por favor. |
|        | Standing Female Nude | século XIX      | The New Art Gallery Walsall                                | The New Art Gallery Walsall                                | nu artístico                             | O identificador "Q19888243" é desconhecido pelo sistema. Utilize um identificador de entidade válido, por favor.  |
|        | Standing Female Nude | século XIX      | The New Art Gallery Walsall                                | The New Art Gallery Walsall                                | nu artístico                             | O identificador "Q119050679" é desconhecido pelo sistema. Utilize um identificador de entidade válido, por favor. |
|        | Clio |                 | The Robert Gordon University                               | The Robert Gordon University                               |                                          | O identificador "Q119890613" é desconhecido pelo sistema. Utilize um identificador de entidade válido, por favor. |
|        | Fortune; An Allegorical Figure (style of Paolo Veronese) | século XIX      | The Tullie                                                 | The Tullie                                                 | alegoria                                 | O identificador "Q119705580" é desconhecido pelo sistema. Utilize um identificador de entidade válido, por favor. |
|        | Standing Male Nude |                 | Towneley Hall Art Gallery And Museum                       | Towneley Hall Art Gallery And Museum                       | nu artístico                             | O identificador "Q119942388" é desconhecido pelo sistema. Utilize um identificador de entidade válido, por favor. |
|        | Standing Female Nude |                 | Towneley Hall Art Gallery And Museum                       | Towneley Hall Art Gallery And Museum                       | nu artístico                             | O identificador "Q119942389" é desconhecido pelo sistema. Utilize um identificador de entidade válido, por favor. |
|        | Life Study |                 | Universidade Sheffield Hallam                              | Universidade Sheffield Hallam                              |                                          | O identificador "Q119942395" é desconhecido pelo sistema. Utilize um identificador de entidade válido, por favor. |
|        | Charles Kean as King Lear |                 | University of Bristol Theatre Collection                   | University of Bristol Theatre Collection                   |                                          | O identificador "Q119705540" é desconhecido pelo sistema. Utilize um identificador de entidade válido, por favor. |
|        | Studies of a Female Model |                 | University of Dundee Fine Art Collections                  | University of Dundee Fine Art Collections                  |                                          | O identificador "Q119705589" é desconhecido pelo sistema. Utilize um identificador de entidade válido, por favor. |
|        | The Wise and Foolish Virgins |                 | University of Dundee Fine Art Collections                  | University of Dundee Fine Art Collections                  |                                          | O identificador "Q119942397" é desconhecido pelo sistema. Utilize um identificador de entidade válido, por favor. |
|        | Female Nude |                 | University of Dundee Fine Art Collections                  | University of Dundee Fine Art Collections                  | nu artístico                             | O identificador "Q119942399" é desconhecido pelo sistema. Utilize um identificador de entidade válido, por favor. |
|        | Venus and Cupids | 1838            | Victoria Art Gallery                                       | Victoria Art Gallery                                       |                                          | O identificador "Q119055632" é desconhecido pelo sistema. Utilize um identificador de entidade válido, por favor. |
|        | Reverend William Jay (1769–1853) |                 | Victoria Art Gallery                                       | Victoria Art Gallery                                       | retrato                                  | O identificador "Q119705603" é desconhecido pelo sistema. Utilize um identificador de entidade válido, por favor. |
|        | Innocence: Head of a Young Girl | 1820            | Victoria and Albert Museum                                 | Victoria and Albert Museum                                 |                                          | O identificador "Q119033073" é desconhecido pelo sistema. Utilize um identificador de entidade válido, por favor. |
|        | Cupid Sheltering His Darling from the Approaching Storm | 1822            | Victoria and Albert Museum                                 | Victoria and Albert Museum                                 |                                          | O identificador "Q119035638" é desconhecido pelo sistema. Utilize um identificador de entidade válido, por favor. |
|        | Study of a Nude Male Figure | século XIX      | Victoria and Albert Museum                                 | Victoria and Albert Museum                                 |                                          | O identificador "Q119041079" é desconhecido pelo sistema. Utilize um identificador de entidade válido, por favor. |
|        | The Ring | 1835            | Victoria and Albert Museum                                 | Victoria and Albert Museum                                 |                                          | O identificador "Q119041090" é desconhecido pelo sistema. Utilize um identificador de entidade válido, por favor. |
|        | Nude Female Figure | século XIX      | Victoria and Albert Museum                                 | Victoria and Albert Museum                                 | nu artístico                             | O identificador "Q119041598" é desconhecido pelo sistema. Utilize um identificador de entidade válido, por favor. |
|        | Standing Female Nude with Helmet | século XIX      | Victoria and Albert Museum                                 | Victoria and Albert Museum                                 | nu artístico                             | O identificador "Q119041758" é desconhecido pelo sistema. Utilize um identificador de entidade válido, por favor. |
|        | Woman at a Fountain | década de 1840  | Victoria and Albert Museum                                 | Victoria and Albert Museum                                 |                                          | O identificador "Q119046568" é desconhecido pelo sistema. Utilize um identificador de entidade válido, por favor. |
|        | Study of a Man's Head | década de 1840  | Victoria and Albert Museum                                 | Victoria and Albert Museum                                 |                                          | O identificador "Q119046637" é desconhecido pelo sistema. Utilize um identificador de entidade válido, por favor. |
|        | The Deluge | século XIX      | Victoria and Albert Museum                                 | Victoria and Albert Museum                                 | arte sacra                               | O identificador "Q119050708" é desconhecido pelo sistema. Utilize um identificador de entidade válido, por favor. |
|        | Head of a Monk | década de 1840  | Victoria and Albert Museum                                 | Victoria and Albert Museum                                 |                                          | O identificador "Q119051845" é desconhecido pelo sistema. Utilize um identificador de entidade válido, por favor. |
|        | Head of a Cardinal | 1844            | Victoria and Albert Museum                                 | Victoria and Albert Museum                                 |                                          | O identificador "Q119056956" é desconhecido pelo sistema. Utilize um identificador de entidade válido, por favor. |
|        | Study of a Nude Female Sleeping | década de 1840  | Victoria and Albert Museum                                 | Victoria and Albert Museum                                 | nu artístico                             | O identificador "Q119059383" é desconhecido pelo sistema. Utilize um identificador de entidade válido, por favor. |
|        | Study of a Magdalen | 1845            | Victoria and Albert Museum                                 | Victoria and Albert Museum                                 |                                          | O identificador "Q119060709" é desconhecido pelo sistema. Utilize um identificador de entidade válido, por favor. |
|        | Study of a Nude Female Figure |                 | Victoria and Albert Museum                                 | Victoria and Albert Museum                                 | nu artístico                             | O identificador "Q119925569" é desconhecido pelo sistema. Utilize um identificador de entidade válido, por favor. |
|        | Male Nude Study |                 | William Morris Gallery                                     | William Morris Gallery                                     | nu artístico                             | O identificador "Q119861194" é desconhecido pelo sistema. Utilize um identificador de entidade válido, por favor. |
|        | Nude |                 | William Morris Gallery                                     | William Morris Gallery                                     | nu artístico                             | O identificador "Q119861204" é desconhecido pelo sistema. Utilize um identificador de entidade válido, por favor. |
|        | Classical Scene with Two Figures |                 | Williamson Art Gallery and Museum                          | Williamson Art Gallery and Museum                          |                                          | O identificador "Q119705576" é desconhecido pelo sistema. Utilize um identificador de entidade válido, por favor. |
|        | Fruit (Grapefruit and Oranges) |                 | Williamson Art Gallery and Museum                          | Williamson Art Gallery and Museum                          |                                          | O identificador "Q119705587" é desconhecido pelo sistema. Utilize um identificador de entidade válido, por favor. |
|        | A Nobleman |                 | Williamson Art Gallery and Museum                          | Williamson Art Gallery and Museum                          |                                          | O identificador "Q119861252" é desconhecido pelo sistema. Utilize um identificador de entidade válido, por favor. |
|        | The Toilet of Venus |                 | Williamson Art Gallery and Museum                          | Williamson Art Gallery and Museum                          | pintura mitológica                       | O identificador "Q119861322" é desconhecido pelo sistema. Utilize um identificador de entidade válido, por favor. |
|        | Study from Life |                 | Williamson Art Gallery and Museum                          | Williamson Art Gallery and Museum                          |                                          | O identificador "Q119861417" é desconhecido pelo sistema. Utilize um identificador de entidade válido, por favor. |
|        | Life Study |                 | Williamson Art Gallery and Museum                          | Williamson Art Gallery and Museum                          |                                          | O identificador "Q119861428" é desconhecido pelo sistema. Utilize um identificador de entidade válido, por favor. |
|        | An Israelite |                 | Williamson Art Gallery and Museum                          | Williamson Art Gallery and Museum                          |                                          | O identificador "Q119861536" é desconhecido pelo sistema. Utilize um identificador de entidade válido, por favor. |
|        | Reclining Nude |                 | Wolverhampton Art Gallery                                  | Wolverhampton Art Gallery                                  | nu artístico                             | O identificador "Q119858814" é desconhecido pelo sistema. Utilize um identificador de entidade válido, por favor. |
|        | Venus and Cupid |                 | Wolverhampton Art Gallery                                  | Wolverhampton Art Gallery                                  | pintura mitológica                       | O identificador "Q119858982" é desconhecido pelo sistema. Utilize um identificador de entidade válido, por favor. |
|        | A Nymph and Cupid: 'The Snake in the Grass' (copy after Joshua Reynolds)                                                                                      |                 | Worcester City Art Gallery and Museum                      | Worcester City Art Gallery and Museum                      |                                          | O identificador "Q119942387" é desconhecido pelo sistema. Utilize um identificador de entidade válido, por favor. |
|        | Study of a Male Nude |                 | Yale University Art Gallery                                | Yale University Art Gallery                                |                                          | O identificador "Q49184572" é desconhecido pelo sistema. Utilize um identificador de entidade válido, por favor.  |
|        | Signor Mario |                 | Yale University Art Gallery                                | Yale University Art Gallery                                |                                          | O identificador "Q49184602" é desconhecido pelo sistema. Utilize um identificador de entidade válido, por favor.  |

∑ 386 items.